# Episodi di American Gods (prima stagione)
La prima stagione della serie televisiva American Gods, composta da otto episodi, è stata trasmessa sul canale statunitense Starz dal 30 aprile al 18 giugno 2017.
In Italia gli episodi sono stati pubblicati il giorno successivo su Prime Video.
| nº | Titolo originale         | Titolo italiano             | Prima TV USA   | Pubblicazione Italia |
| -- | ------------------------ | --------------------------- | -------------- | -------------------- |
| 1  | The Bone Orchard         | Il giardino degli scheletri | 30 aprile 2017 | 1º maggio 2017       |
| 2  | The Secret of Spoons     | Il segreto dei cucchiai     | 7 maggio 2017  | 8 maggio 2017        |
| 3  | Head Full of Snow        | La testa tra la neve        | 14 maggio 2017 | 15 maggio 2017       |
| 4  | Git Gone                 | Andarsene                   | 21 maggio 2017 | 22 maggio 2017       |
| 5  | Lemon Scented You        | Il tuo profumo di limone    | 28 maggio 2017 | 29 maggio 2017       |
| 6  | A Murder of Gods         | L'assassinio degli dèi      | 4 giugno 2017  | 5 giugno 2017        |
| 7  | A Prayer for Mad Sweeney | Una preghiera per Sweeney   | 11 giugno 2017 | 12 giugno 2017       |
| 8  | Come to Jesus            | Vieni da Gesù               | 18 giugno 2017 | 19 giugno 2017       |

## Il giardino degli scheletri
- Titolo originale: The Bone Orchard
- Diretto da: David Slade
- Scritto da: Bryan Fuller e Michael Green

### Trama
America, 813 d.C. Una nave dalle terre scandinave giunge in una nuova terra, che fin da subito si rivela inospitale e pericolosa a causa dei nativi, che bloccano i navigatori sulla spiaggia, uccidendo chiunque provi a entrare nell'isola con una raffica di frecce. I navigatori cercano più volte di salpare, ma il vento non è favorevole alla navigazione. Di conseguenza, praticano una serie di riti e sacrifici al dio Odino per ottenere il suo favore, ma vedendo che il dio non esaudisce le loro preghiere, si massacrano a vicenda, e finalmente la divinità dona loro ciò che vogliono: il vento favorevole. Così i navigatori superstiti salpano, lasciando l'idolo del loro dio sulla spiaggia.
Più di un millennio dopo, Shadow Moon è in prigione da quasi tre anni. A pochi giorni dal suo rilascio, viene informato che sua moglie Laura è morta in un incidente stradale. Viene rilasciato e parte per tornare a casa. Durante il viaggio, in aereo si trova seduto accanto a un uomo che gli dice di chiamarsi Mr. Wednesday e che gli propone di lavorare per lui come guardia del corpo. Shadow inizialmente rifiuta, ma è costretto ad accettare quando scopre che insieme alla moglie è morto anche il suo migliore amico Robbie, che gli avrebbe dato lavoro. Shadow accetta ma, prima di iniziare il lavoro per Mr. Wednesday, chiede di potersi occupare del funerale di sua moglie e, mentre pranzano, li raggiunge un amico di Mr. Wednesday, Mad Sweeney, un leprecauno che, dopo essersi ubriacato, finisce per fare a botte con Shadow. Nel sonno Shadow sogna una distesa di scheletri attorno a un albero e un bisonte con gli occhi infuocati che gli dice: "Credi". Nel mentre viene mostrata la storia di Bilquis, una donna che lavora come squillo e assorbe essenza e corpo dagli uomini e dalle donne con cui ha rapporti sessuali. La mattina dopo Shadow non ricorda niente, ma sa solo di aver ricevuto una moneta d'oro dal leprecauno, mentre con Wednesday raggiunge Eagle Point. Shadow arriva al funerale e vede Audrey, la vedova di Robbie, e da lei apprende che sua moglie lo tradiva col suo amico, Robby, il marito di Audrey. Dopo il funerale, Shadow si sfoga sulla tomba di Laura e, prima di andarsene, getta su di essa la moneta d'oro presa la sera prima al leprecauno. Dopo aver vagato per un po' senza meta, Shadow trova sul ciglio della strada uno strano apparecchio ma, mentre lo esamina, esso si attiva e si attacca alla sua faccia. Shadow si ritrova così in quello che sembra essere l'interno di una limousine e davanti a lui compare un ragazzino arrogante che lo tempesta di domande sul suo nuovo datore di lavoro e sui suoi piani, sostenendo che Mr. Wednesday e i suoi amici sono dinosauri, mentre lui e quelli come lui sono il futuro. Il ragazzo poi congeda Shadow e ordina ai suoi di linciarlo, cosa che non riesce perché gli scagnozzi vengono uccisi e fatti a pezzi da un misterioso individuo. Shadow rimane quindi sotto la pioggia, mezzo intontito, accanto ad una pozza di sangue e membra.
- Ascolti USA: telespettatori 975 000[1]

## Il segreto dei cucchiai
- Titolo originale: The Secret of Spoons
- Diretto da: David Slade
- Scritto da: Bryan Fuller e Michael Green

### Trama
America, 1696 d.C. Su una nave di schiavi neri in rotta verso l'America, uno di loro invoca Anansi, il dio imbroglione, il quale si presenta a lui e agli altri schiavi e raccontandogli del futuro che li aspetta: di come verranno sfruttati, maltrattati, considerati una merce e di come anche quando saranno uomini liberi saranno comunque sempre vittime del razzismo e, sostanzialmente, non cambierà niente. Anansi quindi li sprona ad uccidere l'equipaggio e a bruciare la nave, ma uno non è d'accordo perché dice che, così facendo, moriranno anche loro. Anansi lo convince, dicendogli che moriranno tutti comunque ma, stavolta, lo faranno per un fine più grande. E così la ribellione ha inizio: la nave viene incendiata e distrutta in poco tempo e tutti gli uomini a bordo muoiono. Anansi, sotto forma di ragno, giunge sulle sponde americane a bordo di un frammento ligneo della nave.
Secoli dopo, Shadow sopravvive al linciaggio e riferisce il tutto a Mr. Wednesday, il quale afferma di conoscere il ragazzino e di avere già un piano al riguardo. Dopo aver sistemato le ultime cose a Eagle Point, Shadow e Mr. Wednesday partono per Chicago, dove Mr. Wednesday manda Shadow a fare compere, mentre lui parla con un uomo che lo stava aspettando a un diner. Mentre Shadow è al supermarket, fa la conoscenza di Televisione, rappresentata dalla protagonista di "Lucy e io", la quale comunica attraverso gli schermi che vorrebbe Shadow dalla loro parte e si scusa per quel che ha fatto il Ragazzo Tecnologico (il ragazzino apparso nella puntata precedente), ma al rifiuto dell'uomo, ella si spegne. Shadow poi raggiunge Mr. Wednesday, il quale ha concluso un affare con l'uomo e dice a Shadow di non preoccuparsi di quel che sta accadendo attorno a lui, e che è solo l'inizio. I due poi raggiungono la casa delle sorelle Zorya e di Chernobog, il quale rifiuta la proposta di Wednesday di unirsi a lui per la sua impresa e, dopo cena, sfida Shadow a giocare a dama, proponendogli una scommessa: se Shadow vincerà una partita, lui si unirà a Wednesday, se invece perderà, gli spaccherà il cranio con un colpo di martello (il martello che anni prima usava per uccidere le mucche nel mattatoio). Shadow perde e Chernobog si felicita di ciò.
- Ascolti USA: telespettatori 710 000[2]

## La testa tra la neve
- Titolo originale: Head Full of Snow
- Diretto da: David Slade
- Scritto da: Brian Fuller e Micheal Green

### Trama
A inizio episodio viene narrato un evento legato al dio Anubi, il quale si mostra ad una anziana donna morta a seguito di un incidente domestico. La donna non capisce perché lui sia venuta a prenderla, poiché si dichiara musulmana, ma lui risponde in onore delle storie narratele quando era piccola, così i due si recano in un limbo per giudicare su una bilancia la vita della donna e, una volta visto l'esito, le viene data l'occasione di scegliere in quale aldilà andare. In mezzo alla puntata invece vien narrato di come un giovane e sfortunato venditore porta a porta abbia un incontro con un ʿIfrīt che lavora come tassista e che, dopo aver avuto una breve ma intensa conversazione, i due abbiano un rapporto sessuale, in cui il venditore assume il ruolo di Ifrit e prende il suo posto come tassista.
Di notte, mentre dorme, Shadow sente qualcuno salire sul tetto. Recandovisi, trova la più giovane delle sorelle Zorya la quale, dopo aver ottenuto un bacio da Shadow, gli dona la luna sotto forma di moneta d'argento e gli dice di svegliarsi. Shadow si sveglia e convince Chernobog a giocare di nuovo a dama. Shadow stavolta vince così Chernobog parteciperà all'impresa di Wednesday ma, una volta finita, ucciderà Moon. Il giorno dopo Wednesday porta Shadow in una banca dicendogli di avere intenzione di rapinarla. Shadow non è d'accordo, poiché non vuole tornare in prigione. Wednesday però lo rassicura e gli chiede di pensare intensamente alla neve, mentre vanno a fare varie spese per il colpo. Shadow per tutto il tempo pensa alla neve e, poco dopo, inizia a nevicare inspiegabilmente. Nel frattempo Mad Sweeney vive una serie di situazioni sfortunate e, controllando le sue monete d'oro, capisce di aver dato per sbaglio a Shadow la sua moneta portafortuna. Allora si incammina e raggiunge Shadow e Wednesday in un ristorante per riprendersela, ma Shadow afferma di averla gettata sulla tomba della moglie a Eagle Point e così Sweeney parte per Eagle Point. Il colpo alla banca riesce, e Shadow e Wednesday si dirigono alla prossima tappa. Sweeney intanto arriva sulla tomba della moglie di Shadow ma, non trovando la moneta sulla tomba, ha un terribile presentimento: scava la tomba e scoperchia la bara, trovandola totalmente vuota. La scena successiva mostra Shadow salire in una camera di motel, trovandovi la defunta moglie Laura, inspiegabilmente viva.
- Ascolti USA: telespettatori 716 000[3]

## Andarsene
- Titolo originale: Git Gone
- Diretto da: Craig Zobel
- Scritto da: Brian Fuller e Micheal Green

### Trama
L'episodio narra la monotona e triste vita della moglie di Shadow, Laura. Ella lavorava da anni come croupier in un piccolo casinò e, stanca della sua vita vuota, aveva tentato invano il suicidio, provando a inalare l'insetticida all'interno della sua piscina. Un giorno, però, incontra Shadow, un giovane ladro e imbroglione che tenta di truffare il casinò e, inspiegabilmente, lo avverte di smetterla, perché le telecamere lo avrebbero ripreso e sarebbe finito in galera. I due poi, dopo un'accesa discussione, finiscono a letto insieme a casa di lei. Shadow si innamora perdutamente di lei e si sposano poco dopo ma Laura, dopo la divertente follia iniziale, trova ancora una volta che la sua vita sia vuota, noiosa e banale. Convince così Shadow a truffare il casinò, sfruttando le sue conoscenze dei sistemi di sicurezza e del personale, ma sfortunatamente Shadow viene scoperto e sbattuto in prigione. Laura gli promette di aspettarlo, ma ben presto avvia una relazione con il suo amico Robbie, al fine di scongiurare il suo crescente vuoto interiore. Alla vigilia della liberazione di Shadow, Laura e Robbie stanno litigando, poiché l'uomo non vuole rinunciare a lei e, nel tentativo di dirgli addio per sempre, gli pratica del sesso orale in auto. Abbagliato da un'intensa luce, Robbie sbanda e i due amanti hanno un forte incidente d'auto e muoiono entrambi sul colpo. Laura poi giunge al cospetto di Anubi (ironicamente il luogo dove lavorava era addobbato in stile egizio) e rifiuta di farsi giudicare, convinta che il suo cuore non sia più leggero di una piuma; Anubi così la conduce ad una porta (che in realtà è la sua piscina) sostenendo che siccome Ella in vita non ha mai creduto in nulla, l'aspetta solo il nulla, l'oscurità e l'oblio (in parte irritato dal suo comportamento nei suoi confronti). Laura però viene riportata inspiegabilmente nel suo corpo e fuoriesce dalla sua tomba; dopodiché intravede nel buio una luce e la segue, fino a trovare Shadow che sta per morire impiccato. Laura si precipita in suo soccorso, scoprendo di possedere una forza sovrumana con la quale smembra letteralmente gli aguzzini di suo marito e lo salva. Laura poi torna a casa e scopre che il suo corpo si sta decomponendo lentamente e ha già un braccio staccato, così chiede aiuto a Audrey la quale, inizialmente scioccata, le ricuce il braccio e accetta di accompagnarla da Shadow. Nel bel mezzo della strada, però, vengono fermate da due uomini, Mr. Ibis e Mr. Jacquel, che la portano al loro servizio di pompe funebri, dove ripristinano il suo corpo. Mr Jacquel è in realtà Anubi e rivela a Laura che, una volta terminata la missione di protezione del marito, verrà a reclamare la sua anima e a terminare il suo compito. Laura infine riesce ad arrivare alla stanza di motel in cui risiede Shadow.
- Ascolti USA: telespettatori 631 000[4]

## Il tuo profumo di limone
- Titolo originale: Lemon Scented You
- Diretto da: Vincenzo Natali
- Scritto da: David Graziano

### Trama
America, 14 000 a.C. Racconta la storia di un dio, delle persone che in lui credevano, e del lungo viaggio che fanno per arrivare nella nuova terra, l'America. Il dio Nunyunnini, infatti, li avverte di lasciare la loro terra per via di una catastrofe in arrivo e così partono attraverso i ghiacci. La sua tribù però finisce nelle terre di un'altra, e la loro sacerdotessa viene impalata dal dio bisonte di quegli uomini. Questa tribù offre agli uomini di Nunynnini cibo, ma al loro rifiuto uccidono tutti, risparmiando i bambini e portandoli dalla loro parte, imponedogli però di lasciare lì il loro dio (un teschio di mammut). Così Nunyunnini viene completamente dimenticato.
L'episodio continua con Shadow sorpreso di trovare sua moglie lì davanti a lui. Dopo l'incredulità iniziale, i due parlano del tradimento di Laura e della sua nuova condizione, mentre Wednesday viene contattato da un corvo, il quale non porta buone notizie. Intanto altrove la dea della televisione, Media (nei panni di Ziggy Stardust) contatta il Ragazzo Tecnologico e gli impone per conto del misterioso Mister World di chiedere scusa a Shadow, mentre quest'ultimo e Wednesday vengono arrestati, lasciando Laura da sola. Mad Sweeney intanto arriva al motel e trova Laura, rivelandogli che la moneta che ha in corpo è sua ed è quella che la lega a questo mondo, chiedendogli di restituirgliela in cambio di un'altra, ma lei rifiuta e lo picchia, chiedendogli perché si è picchiato con Shadow e chi è il suo datore di lavoro. Sweeney confessa che era stato ingaggiato da Wednesday per provocare Shadow e vedere di che pasta era fatto, oltre a dirgli che il suo corpo si decomporrà poco a poco e così potrà riprendersi la sua moneta, dopodiché fa a botte con Laura, richiamando l'attenzione della polizia (rimasta lì nei dintorni), la quale lo arresta perché convinta che ha ucciso Laura nella vasca da bagno (cosa non vera ma credibile dalle circostanze e dal fatto che lei è clinicamente morta). Nella stazione di polizia Shadow e Wednesday vengono interrogati, e gli chiedono come mai due delinquenti da poco siano stati rilevati da un satellite mentre rapinano una banca di Chicago e a loro sia stato inviato un fax con le coordinate precise su dove rintracciarli, commentando che devono probabilmente aver pestato i piedi a qualcuno di grosso, e vengono lasciati da soli in una stanza. Wednesday si libera grazie ad un ragno (Anansi), e rivela a Shadow che le loro foto sono state scattate dall'occhio di un dio, e che devono fuggire. Poco dopo però sopraggiunge Media (nei panni di Marilyn Monroe) in compagnia di Mister World, il suo capo, il quale è lì per contrattare con Wednesday: World lo rispetta e vorrebbe aiutarlo restituendogli ciò che ha perso tempo fa e riprogrammare il mondo in modo che esso si ricordi di lui, ma Wednesday commenta che loro sono un passatempo, una cosa futile, mentre lui e i suoi offrivano sempre qualcosa ai loro fedeli e rifiuta la sua offerta; compare anche il Ragazzo Tecnologico, il quale fa le sue scuse a Shadow per aver tentato di ucciderlo, ma quando Mr.World e Media fanno per andarsene si infuria, chiedendogli perché non li uccidono ora che ne hanno l'occasione, ricevendo un violento bacio a distanza da Media che gli fa partire due denti, e una ramanzina da World, il quale vuole dare il tempo al suo nemico di considerare la sua offerta. Una volta usciti dalla camera, Shadow e Wednesday scoprono con orrore che i loro nemici hanno massacrato l'intera centrale di polizia, e perciò devono fuggire. Lo stesso fanno (in luoghi e tempi diversi) Sweeney e Laura: il primo da una macchina della polizia (resa complessa a causa della sua sfortuna), la seconda dall'obitorio.
- Ascolti USA: telespettatori 666 000[5]

## L'assassinio degli dèi
- Titolo originale: A Murder of Gods
- Diretto da: Adam Kane
- Scritto da: Seamus Kevin Fahey, Michael Green e Bryan Fuller

### Trama
America. Un gruppo di immigrati messicani assieme ad una Coyote cercano di raggiungere il confine ed arrivare in America; a sostenerli c'è solo la loro fede in Gesù, il quale si manifesta a loro salvandone uno dalla corrente di un fiume, ma quando la guardia di frontiera li scova e apre il fuoco su di loro egli tenta invano di fermare i proiettili, finendo morente a terra (assumendo la classica posa da crocifisso).
Shadow e Wednesday intanto tornano alla loro macchina e il primo racconta di aver visto sua moglie nella camera di motel, viva. Wednesday gli crede ma devono ancora proseguire il loro viaggio per reclutare persone, per cui si recano nella cittadina di Vulcan, famosa per la sua fabbrica di armi (uno dei proiettili che trafigge Gesù ad una mano porta questo nome) e per i suoi cittadini, che ostentano il loro diritto a portare armi indipendentemente dall'età. Wednesday incontra il capo della cittadina e della fabbrica stessa, nonché suo amico Vulcano, per chiedere di unirsi a loro. Vulcano si dimostra un personaggio alla mano, a tratti "simpatico", sebbene sembri razzista nei confronti di Shadow (difatti si rifiuta di dargli da bere), ma accetta volentieri la proposta di Wednesday, arrivando addirittura a forgiargli una magnifica spada. Wednesday però intuisce la verità che si cela dietro Vulcano: lui infatti li ha traditi, rivelando ai loro nemici dove si trovano. Vulcano confessa che è così, che ha volutamente scelto di essere neutrale, in quanto egli apparteneva al passato ed era stato quasi dimenticato, prima che i nuovi Dèi gli dessero un'altra occasione per essere venerato (creando appunto armi da fuoco, divenuti preghiere e sacrifici in suo nome ogni volta che sparano e uccidono). Wednesday per vendicarsi lo decapita con la spada appena forgiatagli (non prima di aver detto a Vulcano che lo farà passare come un martire della loro causa), poi urina nel calderone dove è caduto il corpo del Dio senza testa, maledicendo i suoi fedeli e la sua produzione di armi per sempre. Nel mentre, Laura decide di mettersi in viaggio con Sweeney per trovare un modo alternativo per tornare in vita e ricongiungersi con Shadow (il quale prova sentimenti contrastanti nei suoi confronti) e ridare la moneta al leprecauno; a loro si unisce Salim, l'uomo che ha scambiato la sua vita con l'Ifrit e che vuole reincontrarlo.
- Ascolti USA: telespettatori 607 000[6]

## Una preghiera per Sweeney
- Titolo originale: A Prayer for Mad Sweeney
- Diretto da: Adam Kane
- Scritto da: Maria Melnik

### Trama
America, 1721. Racconta la storia di Essie McGowan, una giovane cresciuta con le storie dei pixie e dei leprecauni che per scaramanzia metteva sempre fuori dalla finestra del latte o della birra o una pagnotta. Essie affronta periodi durissimi della sua vita, come quando fu condannata alla deportazione con l'accusa di aver rubato nella casa dove faceva la domestica. Sulla nave però, grazie alla sua bellezza, seduce il capitano, che la riporta a casa come sua sposa, ma poiché era stata marchiata come ladra lo divenne, con la benedizione delle creature alle quali ha sempre creduto. Col tempo però comincia a dimenticarsi di loro, e finisce di nuovo in arresto. In carcere conosce Mad Sweeney, finito lì perché accusato di aver fatto del male ad un lord, al quale racconta le stesse storie che gli raccontavano, e perciò quest'ultimo le concede un po' di fortuna, facendole sedurre la guardia, così da rimanere incinta. Essie così arriva in America perché condannata all'esilio a vita dall'Inghilterra. Dopo molti anni difficili per via dei molti lutti che la perseguitano, quando ormai è vecchia e la sua terra, la Cornovaglia, e tutta la sua vita sono solo ricordi lontani, arriva Mad Sweeney e se la porta via dolcemente. Il tutto viene raccontato da Mr. Ibis, amico di Jacquel, il quale ha narrato anche gli altri arrivi in America.
Nei giorni nostri Mad Sweeney e Laura lasciano Salim e rubano un furgone gelati per andare nel Wisconsin, dove è diretto Wednesday con Shadow. Durante il tragitto Sweeney rivela che, a causa di un evento del passato, ha deciso di partecipare alla guerra di Wednesday per morire, poco dopo però hanno un incidente e la moneta di Laura cade dal suo corpo, lasciandola priva di vita. Sweeney se la riprende, ma gli viene in mente Essie (a cui Laura somiglia molto) e in un flashback si scopre che fu lui, per ordine di Wednesday, a causare l'incidente che uccise la donna. Furioso, dopo aver imprecato in celtico, Sweeney rimette la moneta nel corpo di Laura e insieme ripartono per andare da Shadow.
- Ascolti USA: telespettatori 629 000[7]

## Vieni da Gesù
- Titolo originale: Come to Jesus
- Diretto da: Floria Sigismondi
- Scritto da: Bekah Brunstetter, Micheal Green e Bryan Fuller

### Trama
Viene raccontata la storia di Bilquis, la regina di Saba, del suo momento di massimo splendore nell'antichità, e del suo declino una volta costretta a lasciare il suo paese per fuggire in America, dove patisce il freddo e la fame finché il Ragazzo Tecnologico non le offre una nuova occasione per riabilitarsi e riacquisire potere. Il tutto stavolta è narrato da Anansi, conosciuto meglio come Mr. Nancy, un sarto di alta classe che nel mentre prepara nuovi abiti per Wednesday e Shadow, dicendo loro che la morale della storia appena raccontata è di trovarsi una nuova regina.
Lui e Shadow fanno visita a Ostara, una vecchia dea della primavera, della rinascita e della resurrezione che si è adattata con successo alla nuova era capitalizzando sulla celebrazione cristiana della resurrezione di Cristo, la Pasqua. Wednesday prova a convincerla ad unirsi a loro, sostenendo che anche se festeggiano la Pasqua gli umani non credono più in lei, ma Ostara sembra titubante. Laura e Mad Sweeney rintracciano Shadow nella tenuta di Ostara e chiedono di resuscitarla, ma scopre che Laura non può essere resuscitata perché lei è stata uccisa da un dio, costringendo Sweeney ad ammettere che Wednesday ha organizzato sia la morte di Laura che la prigionia di Shadow al fine di isolarlo per i propri scopi. Media (con le sembianze di Judy Garland in Ti amavo senza saperlo), il Ragazzo Tecnologico e Mr. World arrivano a minacciare Wednesday, così quest'ultimo distrugge Mr. World con un fulmine e rivela di essere Odino, il dio della guerra, che convince Ostara a scatenare i suoi poteri e riprendere la primavera, lanciando una piaga sull'America. Finalmente Shadow ammette di avere fede negli Antichi Dei, poco prima che Laura arrivi per dirgli delle manipolazioni di Wednesday. La scena finale mostra Bilquis che viaggia su un bus su ordine del Ragazzo Tecnologico per raggiungere l'House on the Rock, nel Wisconsin, il luogo dove si raduneranno tutti gli dei.
- Ascolti USA: telespettatori 774 000[8]